# Gilles Latulippe

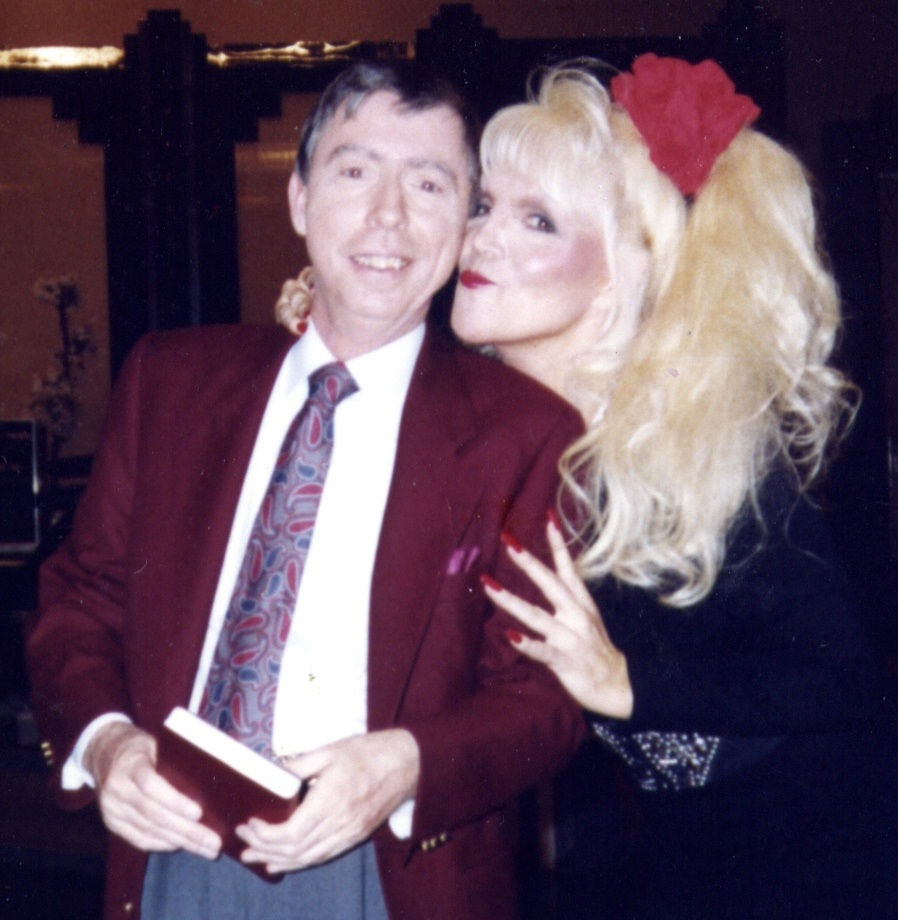
Gilles Latulippe (links) und JoJo Savard (1994)

Gilles Latulippe (* 31. August 1937 in Montreal; † 23. September 2014 ebenda) war ein kanadischer Theaterleiter, Schauspieler, Regisseur und Schauspielautor.
Latulippe war Schauspielschüler von François Rozet. Bekannt wurde er 1959 in der Rolle des frère Nolasque in der Uraufführung der Komödie Bousille et les Justes von Gratien Gélinas. Er wirkte in Le Zoo du capitaine Bonhomme und Les Démons du midi mit, zwei täglich ausgestrahlten Fernsehsendungen mit je mehr als 1000 Folgen und trat in Serien wie Symphorien und Les Brillant auf.
1967 gründete er das Théâtre des Variétés, das er bis 2000 leitete. Er wirkte hier als Regisseur, Schauspieler und Autor vieler der aufgeführten Stücke und archivierte sämtliche gespielten Stücke auf Tonband bzw. Video. 1998 wählten ihn die Leser des Le Journal de Montréal zum populärsten Schauspieler Quebecs. 2000 wurde er Chevalier des Ordre de la Pléiade, 2003 Mitglied des Order of Canada und 2009 Chevalier des Ordre national du Québec. 2014 wurde er Ehrenbürger von Montreal. Er veröffentlichte eine Autobiographie unter dem Titel  Avec un sourire (1998).